# 1689
1689. је била проста година.

## Догађаји

### Мај
- 11. мај — Битка код залива Бантри
- 24. мај — Ступио је на снагу акт о толеранцији у Енглеској, којим је под извесним условима гарантована слобода исповедања вере нонконформистима, али су католици намерно изостављени.

### Август
- 27. август — Руско царство и Кина династије Ћинг су потписали Нерчински споразум о разграничењу.
- 29. август — Битка код Баточине (1689)

### Септембар
- 24. септембар — Битка код Ниша (1689)

## Смрти

### Април
- 19. април — Кристина Аугуста, шведска краљица. (* 1626).

### Децембар
- 20. децембар — Велика алијанса је коалиција европских држава коју су чинили Аустрија, Баварска, Бранденбург, Енглеска, Свето римско царство, Палатинат, Португал, Савоја, Саксонија, Шпанија, Шведска и Уједињене провинције. Организација је формирана као Аугзбуршка лига 1686. године а Велика алијанса је постала прикучивањем Енглеске Лиги 1689. године.